# Teatre d'operacions del Mar del Nord (1914-1918)
El Teatre d'operacions del mar del Nord va ser l'escenari de les batalles realitzades en el mar del Nord entre les forces navals de la Royal Navy (armada anglesa) i la Kaiserliche Marine (armada alemanya) durant la Primera Guerra Mundial.
L'episodi culminant va ser la batalla de Jutlandia; després d'això la flota d'alta mar alemanya va ser confinada als ports seguint l'estratègia de «fleet in being», fins que després de firmar l'armistici es va traslladar a Scapa Flow (a les Illes Orcades), on els alemanys la van enfonsar en Scapa Flow per a evitar que caigués en mans dels aliats.

## El bloqueig naval anglès
El mar del Nord va ser el principal teatre d'operacions de la guerra naval de la Primera Guerra Mundial, on es van enfrontar a la Grand Fleet (Gran Flota) britànica i l'Hochseeflotte (Flota d'alta mar) alemanya.
La Royal Navy, més gran, va tractar de mantenir el bloqueig naval dels ports alemanys per a no donar als seus oponents l'oportunitat de fer-se a la mar i per a tallar les rutes comercials. La Patrulla del Nord i la Patrulla de Dover van bloquejar l'accés al mar del Nord i el Canal de la Mànega, respectivament.
Els vaixells alemanys estaven segurs en les seves bases, protegits per esculls minats, i només de tant en tant van intentar entaular la batalla amb la flota anglesa amb l'esperança d'afeblir-la o d'interceptar qualsevol comboi enemic.
Els britànics es van conformar en mantenir el bloqueig i, quan era possible, danyaven la flota alemanya per a permetre que els seus vaixells es poguessin utilitzar en altres llocs.

## Els combats
Un incident notable va ser l'enfonsament del vaixell explorador anglès HMS Pathfinder, torpedinat per un submarí alemany i que es va enfonsar amb la major part de la tripulació; el vaixell va tenir la distinció poc envejable de ser el primer enfonsat per un torpede disparat des d'un submarí.

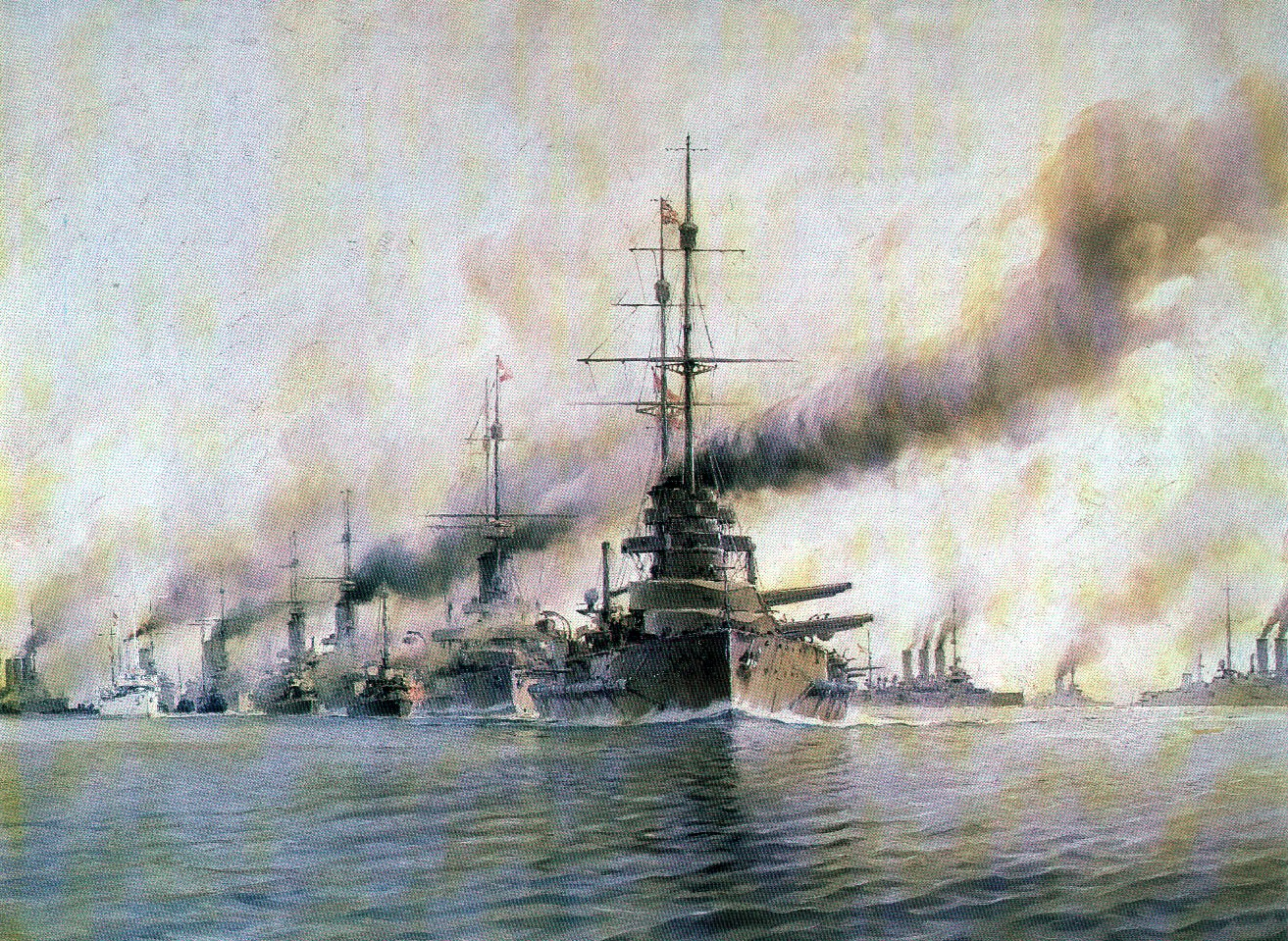
La Grand Fleet britànica en la batalla de Jutlàndia

Els principals enfrontaments van ser la primera i la segona batalla d'Helgoland, la batalla de Banc Dogger, i la de Jutlàndia. En general, els britànics, encara que no van aconseguir èxits tàctics, van ser capaços de mantenir el bloqueig i de mantenir l'armada alemanya en els seus ports. Per a això, però, era necessari involucrar la gran majoria de les grans unitats de la Royal Navy, ja que el perill de la Hochseeflotte es va mantenir constant durant tota la guerra. També hi va haver intents de bloquejar alguns ports definitivament, enfonsant alguns vaixells grans en els accessos, però no van tenir èxit i era car en termes de pèrdues de vides humanes.
Fins i tot les operacions de patrulla efectuades al mar del Nord tenien els seus riscos, sobretot degut als submarins alemanys; en l'acció del 22 de setembre 1914 un sol submarí va enfonsar tres creuers cuirassats britànics de la classe Cressy (el HMS Cressy, el HMS Abukir i el HMS Hogue), causant la mort de 60 oficials i de 1.400 membres de la tripulació. Una altra amenaça per als vaixells eren mines marines, una de les quals van enfonsar el cuirassat HMS Audacious durant un exercici d'entrenament, i la seva pèrdua, sense víctimes entre la tripulació, es va mantenir en secret durant molt de temps.
El bombardeig de Yarmouth, del 3 de novembre de 1914, va ser un atac de la Hochseeflotte contra les instal·lacions portuàries de la ciutat anglesa de Great Yarmouth. La ciutat va sofrir pocs danys, ja que els obusos alemanys van caure a la platja i l'acció va ser detinguda pels destructors britànics. Un submarí britànic va deixar el port per a atacar els vaixells alemanys, però va xocar contra una mina col·locada pel vaixell minador alemany SMS Stralsund i es va enfonsar. Més tard, un creuer alemany va colpejar dues mines mentre entrava al seu port i es va enfonsar.
Aquesta acció va ser seguida pel bombardeig de Scarborough, Hartlepool i Whitby, del 16 de desembre de 1914, un bombardeig naval realitzat per la Hochseeflotte contra les ciutats portuàries de Scarborough, Hartlepool i Whitby, que va causar 137 morts i 592 ferits, molts d'aquestos civils. La Scouting force (Força d'exploració) va sortir immediatament en persecució de la flota alemanya, però no la va poder atacar a causa de l'escassetat de creuers de batalla i per problemes en les comunicacions.Tant els alemanys i els britànics estaven descontents per no haver derrotat de manera efectiva a l'enemic. La reputació de l'almirall Friedrich von Ingenohl va patir per l'aparent mostra de timidesa en l'acció. El capità del SMS Moltke va expressar la seva decepció i va declarar que «Ingenohl s'havia retirat perquè tenia por dels onze destructors britànics que podien ser eliminats ... sota l'actual direcció no obtindrem cap resultat». La història oficial alemanya critica a Ingenohl per no haver usat les seves forces de reconeixement per a determinar les forces desplegades pels britànics; havia pres una decisió que, no només podia haver posat en perill les seves forces en la costa anglesa, sinó que també va perdre l'oportunitat d'aconseguir una victòria segura important. L'atac va tenir molt ressò a la Gran Bretanya i va crear una onada d'indignació contra Alemanya.

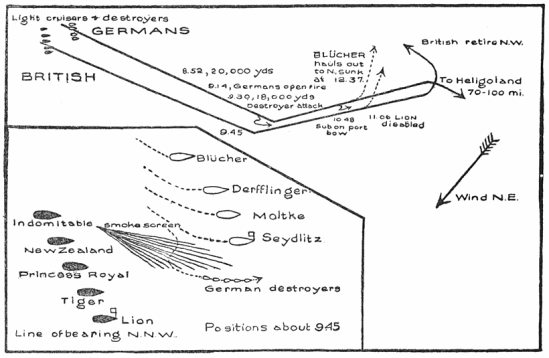
Les posicions al Banc Dogger (1915)

En la batalla de Banc Dogger, del 24 de gener de 1915, una força alemanya que tornava de bombardejar la costa britànica (formada pels creuers de batalla SMS Seydlitz, SMS Moltke i SMS Derfflinger, pel creuer cuirassat SMS Blucher i per creuers lleugers) va ser interceptada per una flotilla de creuers de batalla britànics, després d'haver estat seguida de prop per una força de creuers i destructors de la Royal Navy que estaven vigilant la zona (la Harwich Force, formada pels creuers de batalla HMS Lion, HMS Tiger, HMS Princess Royal, HMS New Zealand i el HMS Indomitable). El SMS Blucher, va ser danyat seriosament i després es va enfonsar, mentre que un error de descodificació dels senyals emesos per l'almirall anglès David Beatty a permetre als vaixells alemanys arribar al seu port.
El bombardeig de Yarmouth i Lowestoft, del 24 d'abril de 1916, va ser un atac de la Hochseeflotte contra les instal·lacions portuàries de les ciutats angleses de Yarmouth i Lowestoft. L'objectiu de l'atac era atreure a la flota britànica per a destruir-la en combat. Com a suport, un Zeppelin alemany va atacar Norwich, Lincoln, Harwich i Ipswich. L'atac va ser coordinat amb l'alçament de Pasqua irlandesa, després dels acords entre nacionalistes irlandesos i alemanys. L'objectiu no es va assolir i l'acció es va resoldre amb danys limitats en ambdós bàndols.

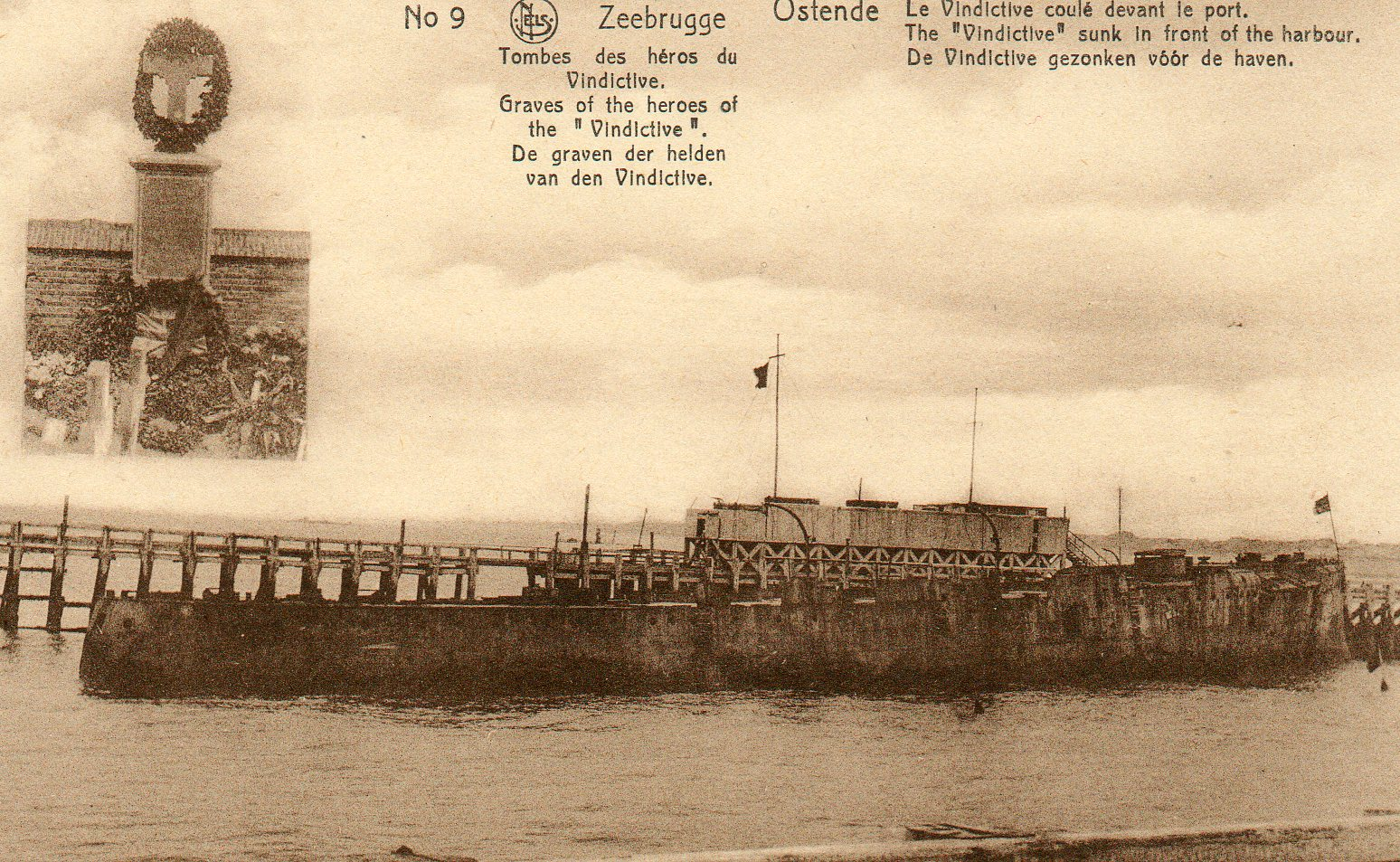
El HMS Vindictive enfonsat en Zeebrugge després del segon raid d'Oostende

El raid de Zeebrugge va ser una de diverses mesures adoptades per la Royal Navy durant la Primera Guerra Mundial amb la finalitat de bloquejar el canal d'accés al port de Bruges, que va ser àmpliament utilitzat per la Kaiserliche Marine com a base per a submarins i vaixells lleugers, enfonsant a l'accés un vaixell carregat de ciment. Aquesta incursió va ser seguida pel primer raid d'Oostende (Operació ZO) que va ser una acció duta a terme per la Royal Navy amb la finalitat de bloquejar l'accés al port d'Oostende. La proximitat d'aquests ports a les rutes de subministrament britànic a través del canal de la Mànega era una contínua amenaça per a la continuïtat de l'esforç bèl·lic de la British Expeditionary Force (Cos Expedicionari Britànic). Els atacs es van desencadenar a finals de la primavera de 1918. El primer intent de bloquejar simultàniament Oostende i Zeebrugge es va realitzar el 23 d'abril, però van fracassar les dues operacions. Tres setmanes després es va realitzar un segon atac (Operació VS), que va tenir més èxit amb l'enfonsament d'un vaixell al canal d'accés al port, però sense ser capaç de tallar completament el pas a Bruges. Aquests atacs anaven precedits amb el desembarcament d'equips de la Royal Marines, encarregats de neutralitzar les defenses del port, però va tenir un alt cost en termes de vides humanes per a aconseguir pocs resultats, de manera que els dos ports mai van ser realment bloquejats (Zeebrugge només ho va estar poques hores, Oostende durant uns dies després del primer atac, i en el segon atac, fins que els enginyers alemanys van dragar un canal paral·lel al primer). Es van fer nous plans per atacar la zona durant l'estiu de 1918, però no es van aplicar i les bases alemanyes de la zona van continuar sent una amenaça constant fins al final del conflicte, quan la ciutat va ser alliberada per les forces terrestres franceses i britàniques.

## Conseqüències

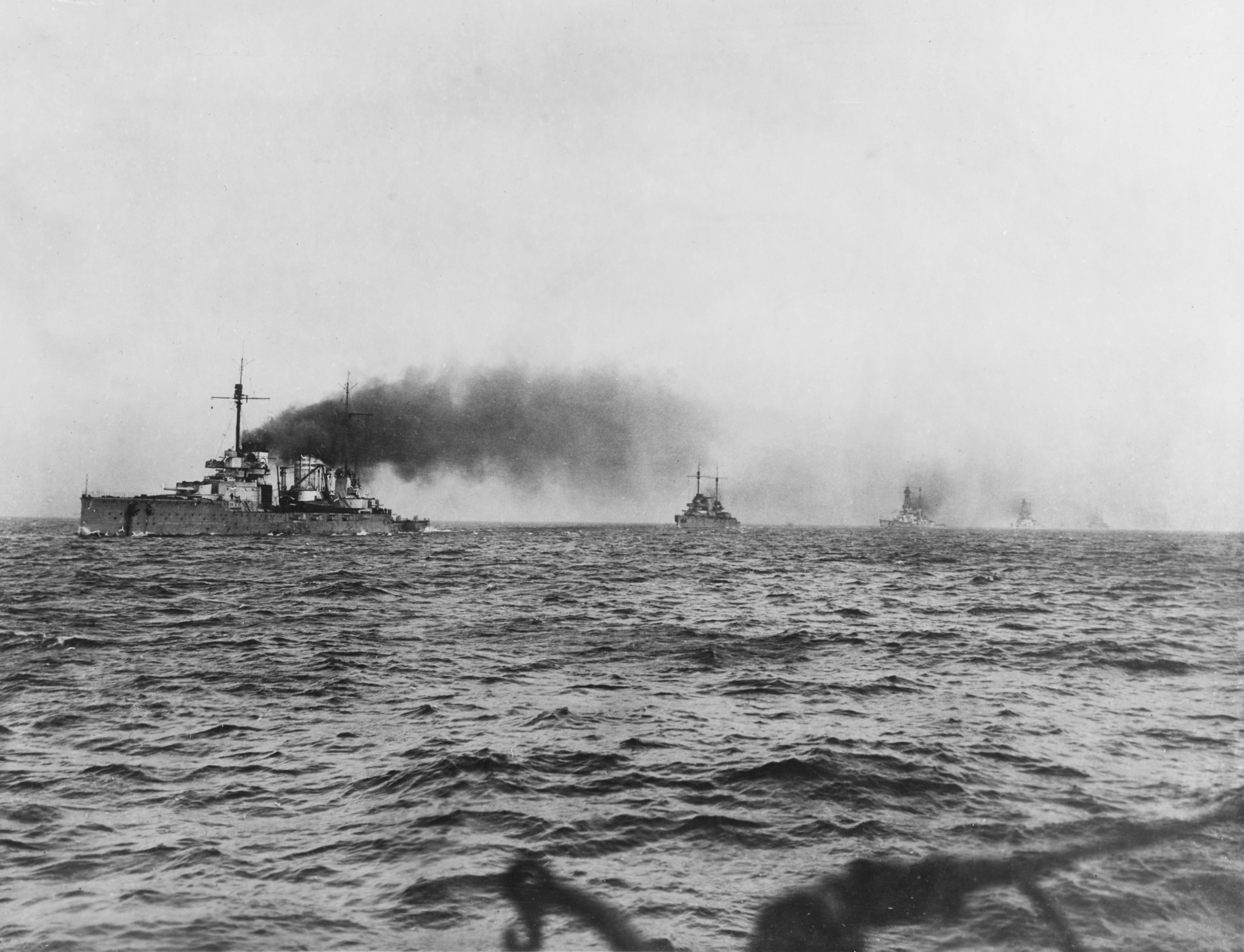
El SMS Seydlitz encapçala la marxa dels creuers de la Hochseeflotte cap a Scapa Flow el 21 de novembre de 1918, després de la rendició d'Alemanya

L'enfonsament de la flota alemanya en Scapa Flow va tenir lloc a la base de la Royal Navy en Scapa Flow (Escòcia) després de finalitzar la Primera Guerra Mundial. D'acord amb els termes de l'armistici, la Hochseeflotte havia d'estar confinada a l'àrea fins que es decidís el destí dels vaixells. Davant el temor que les unitats es dividissin entre les armades de les potències vencedores, l'almirall Ludwig von Reuter va decidir enfonsar la flota.
El 21 de juny de 1919, la tripulació dels vaixells alemanys van començar a enfonsar els seus vaixells; els vaixells britànics de la base van aconseguir encallar en aigües poc profundes alguns vaixells, però no van poder impedir l'enfonsament de 52 unitats de 74. L'últim vaixell enfonsat, el creuere de batalla SMS Hindenburg, es va enfonsar a les 17.00 h. Nou mariners alemanys van morir i uns 16 van resultar ferits en els seus vaixells per no obeir l'ordre de detenir l'enfonsament donada per llanxes patrulleres de la Royal Navy.
Durant la tarda es van agrupar 1.774 mariners alemanys i van ser transportats a bord de vaixells de guerra a Invergordon. Es va emetre una directiva indicant que els alemanys serien tractats com a presoners de guerra per trencar la treva, i van ser enviats al camp de presoners de Nigg.